# Will Jones
Will „Dub“ Jones (* 14. Mai 1928 in Shreveport, Louisiana; † 16. Januar 2000 in Long Beach, Kalifornien) war ein Rhythm-and-Blues- und Doo-Wop-Sänger der 1950er Jahre.
Nach seiner Militärzeit zog Jones nach Los Angeles, wo er sich zusammen mit Ted Taylor und Lloyd McCraw zunächst den Soul Seekers anschloss. Ende der 1940er Jahre gründeten die drei zusammen mit Aaron Collins eine eigene Band, die zunächst unter dem Namen The Cadets für RPM Aufnahmen machte. In einzelnen Fällen, wie bei der Single Hands Across the Table, erweiterten sie ihren Namen auf Will Jones & the Cadets. Den größten Hit hatte die Band jedoch unter dem Namen The Jacks: Stranded in the Jungle, veröffentlicht auf Modern Records, blieb mehrere Wochen in den Charts. Nebenbei half Jones auf Aufnahmen Jesse Belvins aus und spielte bei einer Gruppe namens The Joneses.
1958 zog Jones nach New York City, um sich den Coasters anzuschließen, deren ehemaliger Basssänger Bobby Nunn in L.A. geblieben war. Jones’ Gesang ist unter anderem auf Yakety Yak, Charlie Brown und Poison Ivy zu hören. In den 1960ern verließ er die Band wieder.
Später sang er zusammen mit Cora Washington in dem Duo Cora & Dub und war Gastmusiker auf Aufnahmen der Trammps. 1980 rief er zusammen mit Billy Guy eine Band namens The World Famous Coasters ins Leben und kehrte dann nach L.A. zurück, wo er wieder mit Lloyd McCraw zusammenarbeitete. Am 16. Januar 2000 starb Jones in Long Beach, Kalifornien.